# Landschaftsschutzgebiet Offenland um Löllinghausen und Baldeborn

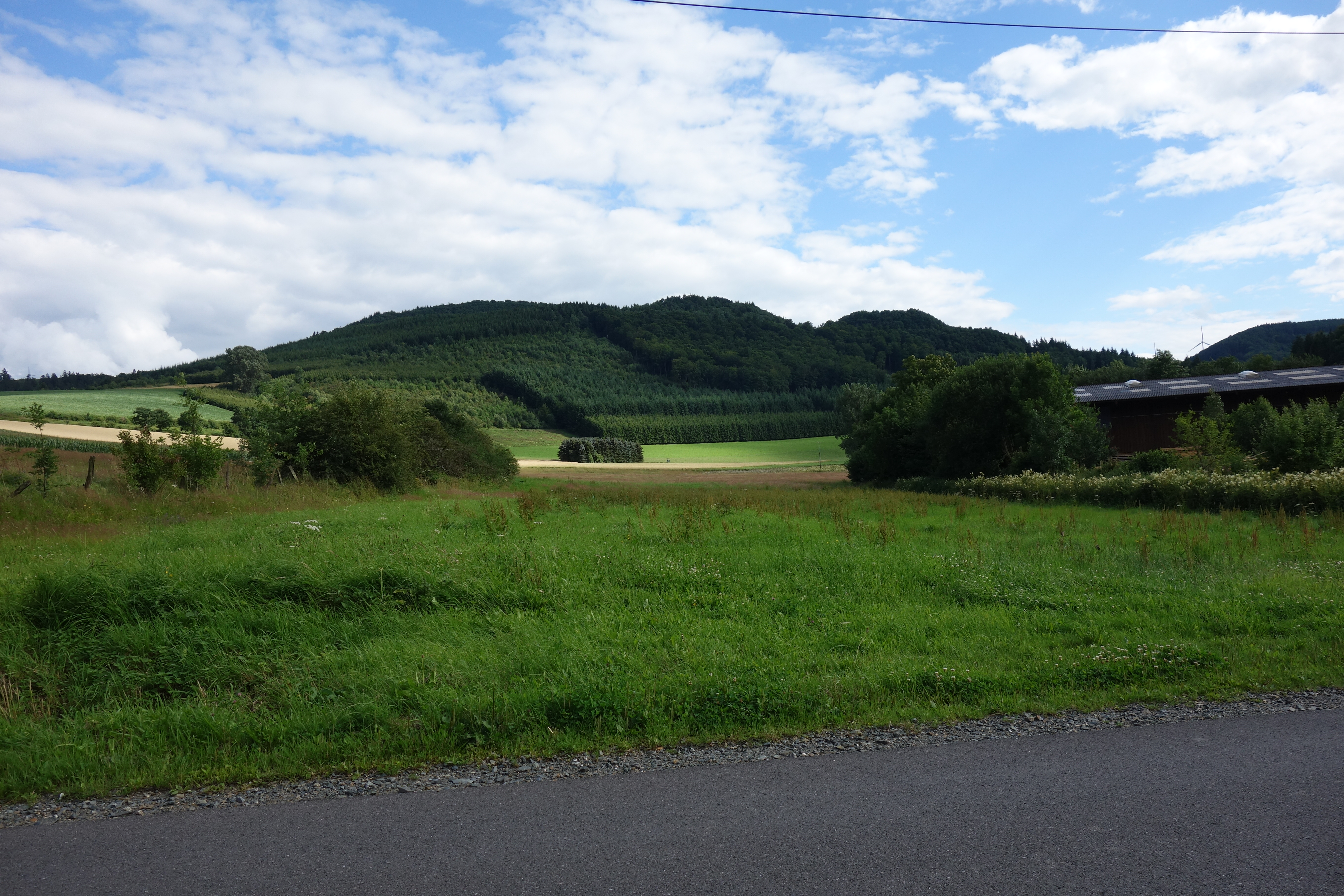
Landschaftsschutzgebiet Offenland um Löllinghausen und Baldeborn östlich Löllinghausen

Das Landschaftsschutzgebiet Offenland um Löllinghausen und Baldeborn mit 87,50 ha liegt im Stadtgebiet von Meschede im Hochsauerlandkreis. Es wurde 1994 mit dem Landschaftsplan Meschede durch den Kreistag des Hochsauerlandkreises als Landschaftsschutzgebiet (LSG) ausgewiesen. Von 1994 bis 2020 gehörten die Flächen zum Landschaftsschutzgebiet Rade östlich Löllinghausen mit einer Flächengröße von 8,7 ha und zum Landschaftsschutzgebiet Meschede. Bei der Neuaufstellung des Landschaftsplanes Meschede wurde das LSG 2020 als Landschaftsplangebiet vom Typ B, Kleinflächiger Landschaftsschutz, ausgewiesen. Es ist eines von 102 Landschaftsschutzgebieten in der Stadt Meschede. Dort gibt es ein Landschaftsschutzgebiet vom Typ A, 51 Landschaftsschutzgebiete vom Typ B und 50 Landschaftsschutzgebiete vom Typ C. Das LSG gehört zum Naturpark Sauerland-Rothaargebirge.

## Beschreibung
Im LSG befinden sich landwirtschaftliche Offenlandbereiche, meist Grünland, östlich Remblinghausen und bei Löllinghausen und Baldeborn. Das LSG geht bis an die Siedlungsränder und besteht aus drei Teilflächen.
Der Landschaftsplan schreibt zum LSG: „Es umfasst hier die naturräumlichen Gunstlagen an den Unterhängen von Löllingser Berg, Bockenberg und Bracht, die die Ansiedlung größerer Hofstellen im Bereich Löllinghausen begünstigt haben. Auch im Kontrast zu den südlichen Diabaskuppen verdeutlichen sie insoweit den Zusammenhang zwischen der Entstehungsgeschichte der Landschaft und ihrer standortbezogenen Inkulturnahme im Rahmen der fränkischen Siedlungsgründungen.“

## Schutzzweck
Zum Schutzzweck der LSG vom Typ B Ortsrandlagen, Landschaftscharakter im Landschaftsplangebiet Meschede führt der Landschaftsplan auf: „Sicherung der Vielfalt und Eigenart der Landschaft im Nahbereich der Ortslagen sowie in alten landwirtschaftlichen Vorranggebieten insbesondere durch deren Offenhaltung; Erhaltung der Leistungsfähigkeit des Naturhaushalts hinsichtlich seines Artenspektrums und der Nutzungsfähigkeit der Naturgüter (hier: leistungsfähige Böden); Umsetzung der Entwicklungsziele 1.1 und – primär – 1.5 zum Schutz des spezifischen Charakters und der Identität der landschaftlichen Teilräume; entsprechend dem Schutzzweck unter 2.3.1 auch Ergänzung der strenger geschützten Teile dieses Naturraums durch den Schutz ihrer Umgebung vor Eingriffen, die den herausragenden Wert dieser Naturschutzgebiete und Schutzobjekte mindern könnten (Pufferzonenfunktion); Erhaltung der im gesamten Gebiet verstreut anzutreffenden kulturhistorischen Relikte.“

## Rechtliche Vorschriften
Wie in den anderen Landschaftsschutzgebieten im Stadtgebiet besteht im LSG ein Verbot Bauwerke zu errichten. Vom Verbot ausgenommen sind Bauvorhaben für Gartenbaubetriebe, Land- und Forstwirtschaft. Die Untere Naturschutzbehörde kann Ausnahme-Genehmigungen für Bauten aller Art erteilen. Wie in den anderen Landschaftsschutzgebieten vom Typ B in Meschede besteht im LSG ein Verbot der Erstaufforstung und Weihnachtsbaum-, Schmuckreisig- und Baumschul-Kulturen anzulegen.